# Bélgica nos Jogos Olímpicos de Inverno de 2014
A Bélgica participou dos Jogos Olímpicos de Inverno de 2014, realizados na cidade de Sóchi, na Rússia. Foi a vigésima aparição do país em Olimpíadas de Inverno.

## Desempenho

### Bobsleigh
Feminino
| Atleta                       | Evento | Final      | Final      | Final      | Final      | Final   | Final |
| Atleta                       | Evento | 1ª descida | 2ª descida | 3ª descida | 4ª descida | Total   | Pos.  |
| ---------------------------- | ------ | ---------- | ---------- | ---------- | ---------- | ------- | ----- |
| Hanna Mariën Elfje Willemsen | Duplas | 57.92      | 58.02      | 58.33      | 58.30      | 3:52.57 | 6º    |

### Esqui estilo livre
Feminino
| Atleta        | Evento   | Qualificatória | Qualificatória | Qualificatória | Final       | Final       | Final       |
| Atleta        | Evento   | Descida 1      | Descida 2      | Pos.           | Descida 1   | Descida 2   | Pos.        |
| ------------- | -------- | -------------- | -------------- | -------------- | ----------- | ----------- | ----------- |
| Katrien Aerts | Halfpipe | 51.40          | 54.40          | 17º            | Não avançou | Não avançou | Não avançou |

### Patinação artística
| Atleta          | Evento               | Programa curto | Programa curto | Programa longo | Programa longo | Total  | Total |
| Atleta          | Evento               | Pontos         | Pos.           | Pontos         | Pos.           | Pontos | Pos.  |
| --------------- | -------------------- | -------------- | -------------- | -------------- | -------------- | ------ | ----- |
| Jorik Hendrickx | Individual masculino | 72.52          | 16º            | 141.52         | 15º            | 214.04 | 16º   |

### Patinação de velocidade
Feminino
| Atleta         | Evento      | Final   | Final |
| Atleta         | Evento      | Tempo   | Pos.  |
| -------------- | ----------- | ------- | ----- |
| Jelena Peeters | 1500 metros | 1:59.73 | 20º   |
| Jelena Peeters | 3000 metros | 4:10.87 | 12º   |

Masculino
| Atleta      | Evento       | Final    | Final |
| Atleta      | Evento       | Tempo    | Pos.  |
| ----------- | ------------ | -------- | ----- |
| Bart Swings | 1000 metros  | 1:10.14  | 23º   |
| Bart Swings | 1500 metros  | 1:45.95  | 10º   |
| Bart Swings | 5000 metros  | 6:17.79  | 4º    |
| Bart Swings | 10000 metros | 13:13.99 | 5º    |

### Snowboard
Masculino
| Atleta      | Evento     | Qualificatória | Qualificatória | Qualificatória | Semifinal | Semifinal | Semifinal | Final       | Final       | Final       |
| Atleta      | Evento     | Descida 1      | Descida 2      | Pos.           | Descida 1 | Descida 2 | Pos.      | Descida 1   | Descida 2   | Pos.        |
| ----------- | ---------- | -------------- | -------------- | -------------- | --------- | --------- | --------- | ----------- | ----------- | ----------- |
| Seppe Smits | Slopestyle | 88.25          | 91.00          | 5º             | 77.50     | 84.50     | 5º        | Não avançou | Não avançou | Não avançou |

Legenda
| Recorde mundial      | Recorde mundial (World record)               |                       | Recorde africano                      | Recorde africano (African) |                                           | Q | Classificado por posição (Qualified) |
| Recorde olímpico     | Recorde olímpico (Olympic record)            | Recorde da América    | Recorde da América (Americas)         | q                          | Classificado por melhor tempo (Qualified) |   |                                      |
| Melhor marca do ano  | Melhor marca do ano (World leading)          | Recorde asiático      | Recorde asiático (Asian)              | DNS                        | Não largou (Did not start)                |   |                                      |
| Recorde nacional     | Recorde nacional (National record)           | Recorde europeu       | Recorde europeu (European)            | DNF                        | Não terminou (Did not finish)             |   |                                      |
| Recorde pessoal      | Recorde pessoal do atleta (Personal best)    | Recorde da Oceania    | Recorde da Oceania (Oceania)          | DSQ / DQ                   | Desclassificado (Disqualified)            |   |                                      |
| Recorde da temporada | Recorde da temporada do atleta (Season best) | Recorde sul-americano | Recorde sul-americano (South America) | NM                         | Sem marca (No mark)                       |   |                                      |